# La Question des nationalités et la social-démocratie

La Question des nationalités et la social-démocratie (Die Nationalitätenfrage und die Sozialdemokratie) est un ouvrage théorique marxiste paru en 1907 en Autriche dans l'Arbeiter Zeitung. Otto Bauer, son auteur, propose une lecture marxiste de la question nationale. 

## le marxisme et la question nationale
Karl Marx et Friedrich Engels ne se sont pas montrés très prolifiques sur la question, se contentant d'affirmer que la mise en place de l'oppression d'un peuple par un autre était un obstacle à l'émancipation des deux populations. 
Dans les années 1890, un certain nombre de représentants marxistes de minorités, essentiellement les Polonais de l'Empire Russe relancent le débat sur la question nationale : au congrès de Londres, l'Internationale socialiste, sous l'influence de Rosa Luxemburg, repousse les propositions théoriques du Parti socialiste polonais